# Tore Furberg
Nils Tore Furberg, född 14 oktober 1924 i Nagpur, Indien, död 8 september 2019 i Uppsala, var en svensk biskop.

## Biografi
Furberg blev filosofie kandidat 1947 och teologie kandidat 1953 vid Uppsala universitet. Han prästvigdes 1953. Teologie doktor blev han vid Uppsala universitet 1962 på avhandlingen Kyrka och mission i Sverige 1868–1901 och promoverades till teologie jubeldoktor 2012. Efter disputationen utnämndes han till docent i missionshistoria vid Uppsala universitet.  Han var lärare 1965–1968 vid Trinity Theology College i Singapore och missionsdirektor för Svenska kyrkans mission 1970–1980. Han var biskop i Visby stift 1980–1991. 
Tore Furbergs främsta ekumeniska insats var att han som ordförande för de lutherska kyrkorna ledde arbete som resulterade i en överenskommelse mellan några nordiska folkkyrkor och några anglikanska kyrkor, den så kallade Borgåöverenskommelsen (1992) . Han var också initiativtagare till det under något decennium betydelsefulla ekumeniska nätverket Theobalt (Theology in the Baltic region)  som möjliggjorde för sammanhanget unika samtal mellan kyrkorna kring Östersjön. År 2004 gav han ut en bok om ekumenik: Ett ekumeniskt tecken: svenska kyrkans biskopsämbete i mission och ekumenik under första hälften av 1900-talet.
Tore Furberg var gift med specialläraren Ingeborg Furberg, född Liander (1926–2020). Tillsammans fick de fyra döttrar.
Tore Furberg är begravd på Uppsala gamla kyrkogård.